# Scheps
Scheps (eine Brauart) war ein bis in die 1950er-Jahre in Bayern beliebtes Dünnbier. Es war naturtrübes (ungefiltertes) Nachbier und hatte einen geringen Alkoholgehalt. 
Hauptkonsumenten waren die gering verdienenden Bevölkerungsschichten und wurde auch den Erntehelfern im offenen Krug auf das Feld gebracht. 
Heute wird bei einigen, vorwiegend kleineren Brauereien Leichtbier modisch als Scheps bezeichnet.
In einigen oberdeutschen Dialekten ist das Adjektiv scheps ein Synonym für „schief“, „verzogen“, „nicht gerade“.